# Ettore Muti
Ettore Muti (22. května 1902, Ravenna – 24. srpna 1943, Řím) byl italský letec a fašistický politik. Byl stranickým tajemníkem Národní fašistické strany (Partito Nazionale Fascista, PNF) od října 1939 až do 30. října 1940.

## První světová válka
Narodil se v Ravenně (region Romagna). Když bylo Mutimu 13 let, bylo mu zakázáno studovat na jakékoliv škole v zemi poté, co uhodil jednoho ze svých učitelů. Následujícího roku utekl z domu, aby bojoval v první světové válce. Byl ale odhalen a vrácen policisty. V 15 letech byl další pokus úspěšný a Muti se připojil ke slavným Arditům.
Na frontě se vyznamenal smělými činy. Jeho oddílu 800 mužů bylo nařízeno vytvořit předmostí za nepřátelské palby: povedlo se to, ale ke konci dne z oddílu zůstalo jen 23 mužů. Gabriele D’Annunzio si cenil Mutiho služby během obsazení Rijeky (italsky Fiume) v září 1919 až lednu 1921. Dal Mutimu přezdívku Gim dagli occi verdi („Zelenooký Jim“), která se pak udržela i dále. Ve skutečnosti se Muti zřídka účastnil bojů o Fiume a pravděpodobněji se věnoval okázalým akcím. D‘Annunzio řekl Mutimu: „Jsi vyjádřením nadlidských hodnot, beztížným impulsem, bezmezně obětavým, hrstkou kadidla nad žhavými uhlíky, vůní čisté duše.“

## Mezi světovými válkami
Během této doby se Muti setkal s Benitem Mussolinim, pro nějž si vypěstoval vlastní fascinaci. Když se skončila epizoda v Fiume, stal se fašistou a při několika příležitostech byl zatčen. Dne 29. října 1922 vedl oddíl, který během Pochodu na Řím obsadil radnici v Ravenně. Po převzetí moci ve státě, udělal kariéru u černých košil, organizovaných jako „Dobrovolnická státní bezpečností milice“ (Milizia Volontaria per la Sicureza Nazionale, MVSN).
Zůstal dobrodruhem: sukničkářem a hostem zábav. Muti jezdil v rychlých autech nebo na svém Harley Davidsonu. V roce 1926 se oženil s Fernandou Mazzottiovou, dcerou bankéře a v roce 1929 se stal otcem svého jediného dítěte, dcery Diany. Unikl pokusu o atentát provedený levicovými aktivisty dne 13. září 1927, ale byl v důsledku toho dvakrát střelen do břicha a ramene. Po nějaký čas nebylo jisté, zda přežije a odnesl si z atentátu jizvu délky 20 cm.
Připojil se k Italskému královskému letectvu (Regia Aeronautica), rozvinula se u něj vášeň pro letectví – přijal i hodnost pouhého poručíka kvůli požadavkům na praktickou službu. Létal během Druhé italsko-etiopské války v letech 1935 až 1936, kde mu jeho umění pilotáže přineslo stříbrnou medaili za vojenskou statečnost.
V roce 1936 se vrátil do Itálie, ale brzy ji opustil jako dobrovolník na straně generála Franca ve Španělské občanské válce, bojoval pod přezdívkou Gim Valeri. Vedl peruť bombardérů nad republikány držené přístavy, získal několik stříbrných medailí a v roce 1938 zlatou medaili za vojenskou statečnost. Vrátil se s novou přezdívkou Cid alato („Okřídlený Cid“) a prestižním Vojenským savojským řádem. Později v roce 1938 odešel do Italy ovlivňované Albánie, kde zůstal až do její plné okupace Italy v roce 1939 (získal zde další medaili).

## Ve druhé světové válce
Po svém návratu do Itálie byl Muti odměněn místem tajemníka Národní fašistické strany tak, že nahradil Achille Staraceho. Byl tímto místem odměněn na základě intervence svého přítele Galeazza Ciana. Nicméně Muti neměl tuto poklidnou službu rád a využil vypuknutí války k tomu, aby se účastnil italské invaze do Francie, během dálkových bombardovacích misí proti Haifě a Bahrajnu, a během Bitvy o Británii. Nicméně jeho spěšné opuštění místa stranického tajemníka vedlo k tomu, že ztratil přátelství jak Ciana tak Mussoliniho.
V roce 1943 se Muti připojil k vojenské zpravodajské službě. Dne 25. července 1943, kdy byl Mussolini sesazen po hlasování ve Velké fašistické radě, byl Muti ve Španělsku, kde se pokoušel získat radar z amerického letadla, které v této neutrální zemi havarovalo. Dne 27. července se vrátil do Říma a zůstával ve své soukromé vile. V noci ze dne 23. na 24. srpna vstoupila do jeho residence skupina policistů a zatkla ho. Potom všichni odešli do borovicového lesa a následující události jdou zahaleny mlhou. Oficiální zpráva uvádí: „V návaznosti na vyšetřování závažných událostí ve správě státu, během něhož vyšla najevo účast bývalého tajemníka rozpuštěné fašistické strany Ettore Mutiho, přistoupil vojenský sbor policie k Mutiho zatčení v noci ze dne 23. na 24. srpna. Když ho odváděli do svých kasáren, bylo na eskortou několikrát vystřeleno z les. V následujícím chaosu se pokusil o útěk, al byl postřelen a zraněn policistou, následně zemřel.“
Zmíněné závažné události nebyly blíže upřesněny, ani nebyli identifikováni střelci z lesa. V dramatické střelbě byl Muti jediným zasaženým: na jeho hlavě byly dvě díry, jedna vzadu na hlavě a druhá na čele. Okolnosti by mohly svědčit o politické exekuci, Muti se tak stal jednou z prvních obětí násilností, které Itálii zachvátili na dobu dalších dvou let. Po své smrti se Muti stal hlavním hrdinou italského fašistického režimu (znovu ustaveného v severní Itálii za pomoci německých nacionálních socialistů jako Italská sociální republika). Jeho jméno nesl nezávislý policejní legion v Miláně a jedna z nejobávanějších jednotek Černých brigád.